# Ervededo
Ervededo é uma povoação portuguesa sede da Freguesia de Ervededo do Município de Chaves, freguesia com 20,21 km² de área e 595 habitantes (censo de 2021), tendo, por isso, uma densidade populacional de 29,4 hab./km².

## História
Até início do século XIX, foi cabeça de um couto que incluía também a freguesia de Bustelo (com as freguesias anexas de Outeiro Seco e Sanjurge). Apesar de se situar bem no interior da província de Trás-os-Montes, o couto pertencia, formalmente, à província de Entre Douro e Minho.
Entre 1836 e 1853 foi vila e sede concelho. O concelho era constituído pelas freguesias de Bustelo, Calvão, Ervededo, Seara Velha, Soutelinho da Raia, Vilarelho da Raia, Vilela Seca, Meixedo, Vilar de Perdizes (Santo André), Vilar de Perdizes (São Miguel) e Solveira. Tinha, em 1849, 5 635 habitantes.

## Demografia
A população registada nos censos foi:
| Distribuição da População por Grupos Etários | Distribuição da População por Grupos Etários | Distribuição da População por Grupos Etários | Distribuição da População por Grupos Etários | Distribuição da População por Grupos Etários |
| -------------------------------------------- | -------------------------------------------- | -------------------------------------------- | -------------------------------------------- | -------------------------------------------- |
| Ano                                          | 0-14 Anos                                    | 15-24 Anos                                   | 25-64 Anos                                   | > 65 Anos                                    |
| 2001                                         | 74                                           | 85                                           | 355                                          | 226                                          |
| 2011                                         | 59                                           | 44                                           | 316                                          | 227                                          |
| 2021                                         | 39                                           | 36                                           | 225                                          | 295                                          |

## Património
- Pelourinho de Ervededo